# Pozo de embalsamamiento
Pozo de embalsamamiento (cache) se denomina al lugar que contiene un conjunto de materiales utilizados por los egipcios durante el proceso de momificación, que después se enterraba en un sitio distinto a la tumba. Creían que los materiales que habían estado en contacto con el cuerpo podrían haber absorbido parte de él, y era necesario enterrarlos para que el cuerpo estuviese completo en el otro mundo.
El mejor conocido es el KV54, el correspondiente a Tutankamón, descubierto en 1907. 

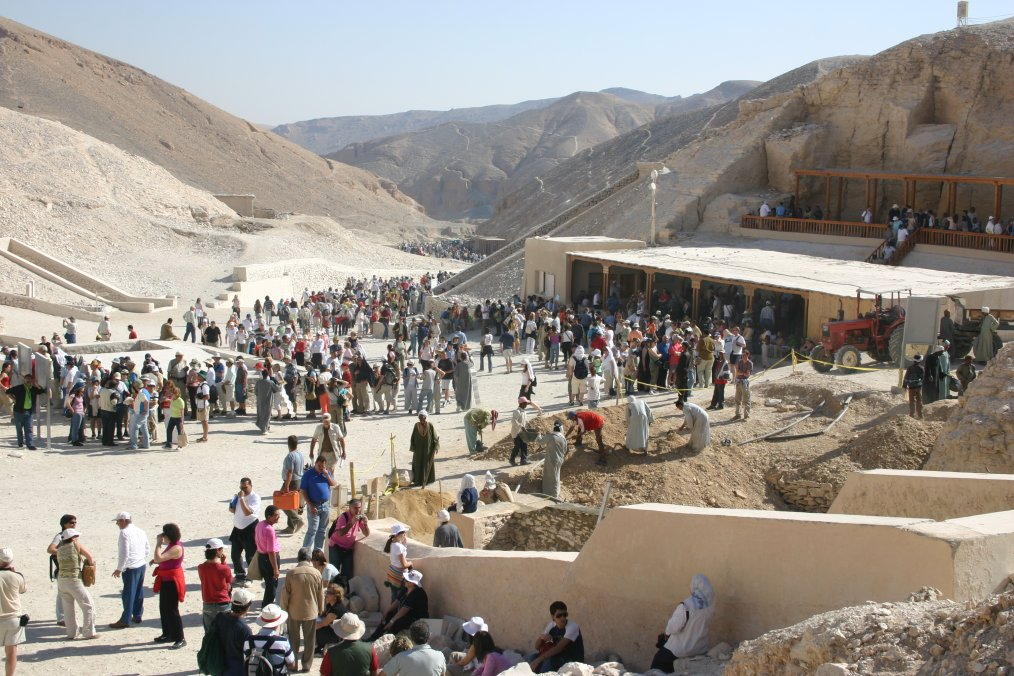
Excavación de la KV63 en la época de su descubrimiento, marzo de 2005.

Más bien un hoyo que una tumba, KV54 contuvo grandes tarros sellados que contenían cerámica, bolsas con natrón, huesos de animales, lienzos y otros objetos. Tras su estudio, se llegó a la conclusión de que, además del material usado en el proceso de embalsamamiento (tal como el natrón y el lino), había restos de un banquete ceremonial celebrado tras la inhumación.
La última tumba excavada en el Valle de los Reyes, KV63, también parece ser un pozo de embalsamamiento. Como el pozo KV54, nunca contuvo ninguna momia, pero sí muchos tarros con materiales similares, incluyendo natrón, madera, semillas, cáscaras, carbón, cerámica perfectamente ordenada, huesos de animales pequeños, fragmentos de papiro, bandejas y sellos de barro, y trozos de bramante y cuerdas.
No todos los materiales de embalsamiento eran guardados separados de sus dueños, al menos en dos sepulcros del Valle de los Reyes, el KV36 (la tumba de Maiherpri) y el KV46 (la tumba de Yuya y Tuyu), hay docenas de tarros con el material de la momificación.